# No. 73 Wing RAAF
La No. 73 Wing est une escadre de la Royal Australian Air Force (RAAF) qui a existé durant la Seconde Guerre mondiale. Elle est formée en février 1943 à Port Moresby, en Papouasie-Nouvelle-Guinée, en tant que partie du No. 9 Operational Group. L'escadre comprend initialement trois squadrons d'attaque équipés de CAC Wirraway, de Douglas Boston et de Bristol Beaufighter, avec lesquels elle prend part à la campagne de Nouvelle-Guinée jusqu'au milieu de l'année. Elle est ensuite réorganisée avec trois squadrons de chasseurs équipés de P-40 Kittyhawk et de Supermarine Spitfire ; sous cette forme, elle participe aux campagnes de Nouvelle-Bretagne et des îles de l'Amirauté en 1943-44. L'escadre est dissoute à Los Negros en août 1944, et au début de l'année 1945, ses squadrons sont absorbés par d'autres escadres de la RAAF sous le No. 10 Operational Group (plus tard sous le nom de Australian First Tactical Air Force).